# Thelema

Heksagram unikursalny — najbardziej rozpoznawalny symbol thelemy

Thelema – system religijno-filozoficzny stworzony w 1904 r. przez Aleistera Crowleya. Jej nazwa (IPA: θəˈliːmə) to angielska wymowa greckiego słowa "θέλημα", które oznacza „wolę” lub „chęć”.

## Thelema Aleistera Crowleya
Thelema to nazwa systemu religijno-filozoficznego, który powstał w roku 1904 za sprawą Aleistera Crowleya po spisaniu przez niego Liber AL vel Legis, zwanej też Księgą Prawa. Księgę tę, jak Crowley twierdził, podyktowała mu istota duchowa (nazywana Aiwaz) w Kairze, 8, 9 i 10 kwietnia 1904 roku.
Słowo Thelemita pojawia się w Księdze Prawa i jest używane jako określenie osób, które podążają ścieżką thelemy.
Crowley był wielbicielem XVI-wiecznego francuskiego satyryka François Rabelais'go. Rabelais w jednej ze swoich książek, Gargantua i Pantagruel, zawarł opis miejsca zwanego „Opactwem Thelemy” ("The Abbey of Thélème") co zainspirowało Crowleya i całą jego filozofię.

## Doktryny thelemy

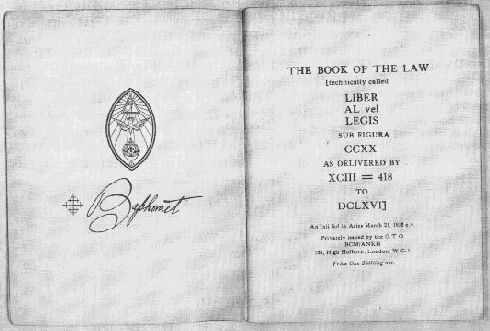
Pierwsza strona Liber Al Vegis

Główną doktryną, celem thelemy, jest poznanie i czynienie „Prawdziwej Woli”, co jak twierdzi Crowley jest powinnością każdej istoty. Można to podsumować kilkoma frazami z Liber Legis:
- „Czyń wedle swej woli będzie całym Prawem.” (AL I:40)[1]
- „Miłość jest prawem, miłość podług woli.” (AL I:57)[1]
- „Słowem Prawa jest Θελημα.” (AL I:39)[1]
- „Nie ma prawa poza Czyń wedle swej woli.” (AL III:60)[1]

Prawdziwa wola to mistyczna idea, którą najprościej można opisać jako ścieżkę pewnych czynności dokonywanych przez każdego, podczas wykonywania których nie napotka on żadnego oporu z zewnątrz. Działanie w zgodzie ze swoją wolą oznacza, iż wszystko, co robimy, wspierane jest przez wszystkie siły wszechświata. Żadne dwie wole nigdy nie wchodzą sobie w drogę, a wszelkie problemy jakie napotykamy w życiu wynikają z tego, iż większość ludzi nie postępuje zgodnie z ową wolą. Tak więc postępowanie zgodnie z nią, oznacza również respektowanie woli innych ludzi, co opisane jest jako "miłość jest prawem" (ale miłość poddana woli - czyli miłość czyniona zgodnie z wolą). Istnieją różne opinie na temat tego, czy człowiek może rzeczywiście poznać swoją wolę, czy też może jedynie domyślać się, iż działa zgodnie z nią po sukcesach, jakie osiąga w życiu.
Thelema kładzie nacisk na osobistą wolność (jednak ograniczoną przez odpowiedzialność), wrodzoną boskość każdego człowieka („Każdy mężczyzna i każda kobieta to gwiazda”. AL I:3), oraz walkę przeciwko przesądom, tyranii oraz opresji.
Thelema jest zwykle, choć niekoniecznie, związana z praktyką magii (ceremonialnej), głównie z takimi pomysłami i technikami, jakie zostały zbadane i opisane przez Crowleya.

## Pochodzenie thelemy
Choć współczesny ruch thelemiczny swoje pochodzenie wynosi bezpośrednio z prac Aleistera Crowleya, ten ostatni wskazał na kilka ważnych dla niego źródeł, z których czerpał poglądy. Crowley przyznawał, iż „Kochaj i rób co chcesz” Świętego Augustyna wywarło wpływ na Prawo thelemy. W renesansie postać przedstawiona w Hypnerotomachia Poliphili dominikanina Francesca Colonny nazwana „Thelemia” przedstawia wolę lub pragnienie. Prace Colonny zaś wywarły wpływ na wspomnianego wyżej François Rabelais'go.

## Krytyka
Różne organizacje i osoby (głównie z Niemiec) twierdzą, iż thelema nie wzięła swojego początku w pracach Aleistera Crowleya. Postrzegają raczej jego filozofię jako tylko jedną z wielu podobnych. Różne stowarzyszenia które zaakceptowały Księgę Prawa mają swoje własne wskazówki dotyczące tego, jak stosować jej zalecenia w praktyce.
Filozofia i praktyki związane z thelemą są też często przez nie-thelemitów podejrzewane o kult Szatana. Zarówno Crowley jak i inni thelemici oficjalnie odcinali się jednak od tego typu pomówień.
Przykładem podstaw dla takiego podejrzenia mogą być cytaty z „Liber AL vel Legis”, głównego tekstu thelemy:
- „Niechaj odrzucone zostanie miłosierdzie: przeklęci ci, którzy się litują! Zabijaj i torturuj; nie oszczędzaj; bądź nad nimi!” AL III:18[1]
- „Sam będziesz czcił, o proroku, choć nie będziesz miał na to ochoty. (...) Czcij mnie ogniem & krwią; czcij mnie mieczami & włóczniami. (...) Zadepcz Pogan (...) dam ci na pożarcie ich ciała!” AL III:11[1]
- „Ofiaruj bydło, małe i wielkie; wpierw jednak dziecko.” AL III:12[1]
- „Jam jest w tajemnym poczwórnym słowie, bluźnierstwie przeciwko wszystkim bogom ludzi.” AL III:49[1]